# Rose Bosch
Roselyne Bosch, detta Rose (Avignone, 1961), è una sceneggiatrice, regista e produttrice cinematografica francese.

## Biografia
Giornalista ed inviata della rivista le Point, Roselyne Bosch ha portato avanti, assieme al suo socio Alain Goldman, per una decina d'anni il progetto del film 1492 - La conquista del paradiso. Nel settembre 2010, in occasione della campagna di promozione del DVD del suo film Vento di primavera, la regista Roselyne Bosch diede un'intervista alla rivista Les Années Laser, tracciando un parallelo tra coloro che non avevano gradito il suo film e Adolf Hitler:
(Roselyne Bosch)

Questa intervista sconcertò molti giornalisti. La rivista Première scrisse che quanto detto dalla regista che "coloro che non hanno pianto davanti al suo film sarebbero dei nazisti", è "probabilmente un essere andata troppo in là". Les Inrockuptibles scrisse a questo proposito : 
(Les Inrockuptibles)

## Filmografia

### Regista
- Animal (2005)
- Vento di primavera (La rafle) (2010)
- Un'estate in Provenza (Avis de mistral) (2014)

### Produttrice
- 1492 - La conquista del paradiso (1492: Conquest of Paradise), regia di Ridley Scott (1992)

### Sceneggiatrice
- Hôtel de police - serie TV (1985)
- 1492 - La conquista del paradiso, regia di Ridley Scott (1992)
- En plein cœur, regia di Pierre Jolivet (1998)
- Bimboland, regia di Ariel Zeitoun (1998)
- Le Pacte du silence, regia di Graham Guit (2003)
- Animal, regia di Rose Bosch (2005)
- Vento di primavera (La rafle), regia di Rose Bosch (2010)
- Un'estate in Provenza (Avis de mistral), regia di Rose Bosch (2014)